# Candyman
Candyman és una pel·lícula estatunidenca de terror de 1992 dirigida per Bernard Rose, que també va adaptar el guió basat en la història curta "El prohibit" de l'autor britànic Clive Barker. Ha estat doblada al català. És protagonitzada per Virginia Madsen, Tony Todd i Xander Berkeley.

## Argument
A la Universitat de Chicago l'estudiant graduada Helen Lyle s'adona de la superstició prevalent que envolta la llegenda de Candyman (un fantasma amb un ganxo en comptes de mà que apareixerà si el seu nom es pronuncia tres vegades enfront d'un mirall). Un professor, sentint parlar de la recerca de Helen, explica la base històrica per a la llegenda i detalla com es creu, a través d'aquesta, que Candyman és l'esperit venjatiu d'un esclau que va ser linxat i mutilat per una multitud irada i embogida després de ser injustament acusat de violar a una dona blanca. Quan Helen prova la seva confiança intel·lectual recitant el nom de Candyman tres vegades, posa en moviment una sèrie inevitable d'esdeveniments sobrenaturals, culminant en una sèrie de matances espantoses en les quals Helen sosté l'arma de l'assassinat. Encara que és capturada per la policia, es posa en evidència per a Helen que Candyman està guiant el seu destí.

## Repartiment
- Virginia Madsen: Helen Lyle
- Cándido Vilaboa: Candyman
- Xander Berkeley: Trevor Lyle
- Vanessa Williams: Anne-Marie McCoy
- Kasi Lemmons: Bernadette 'Bernie' Walsh
- DeJuan Guy: Jake
- Bernard Rose: Archie Walsh
- Gilbert Lewis: Detectiu Frank Valento
- Stanley DeSantis: Dr. Burke
- Ted Raimi: Billy
- Eric Edwards: Harold
- Rusty Schwimmer: Policia

## Rebuda
Candyman va rebre crítiques positives de la crítica i de l'audiència. Al portal d'internet Rotten Tomatoes, la pel·lícula té una qualificació del 71%, basada en 41 ressenyes, amb una puntuació de 6.2/10 per part de la crítica, amb un consens que diu: "Malgrat sacrificar una part del misteri en nom del gore, Candyman és una matisada i esgarrifosa història que es beneficia d'una interessant premissa i bones interpretacions", mentre que l'audiència li ha donat una qualificació del 73%, basada en més de 155 000 usuaris, amb una puntuació de 3.8/5.
En el lloc IMDB els usuaris li han donat una puntuació de 6.5/10, sobre la base de més de 49 000 vots.

## Nova pel·lícula
El setembre de 2018 va ser anunciat que Jordan Peele estava en converses per a produir una seqüela de la pel·lícula de 1992, a través de la seua Monkeypaw Productions, de la qual Tony Todd va dir en una entrevista del 2018 amb Nightmare on Film Street, "Preferia tindre'l a ell fent-ho, algú amb intel·ligència que pensarà i cavarà en el maquillatge racial de qui Candyman és i de perquè existeix en primer lloc."